# Francisco de Paula Alencastro
Francisco de Paula Alencastro (Rio Grande do Sul, c. 1853 – Rio Grande do Sul, 21 de junho de 1906) foi um militar e político brasileiro. Serviu como deputado estadual na 21.ª Legislatura da Assembleia Legislativa do Rio Grande do Sul (1891–1895), e foi, posteriormente, deputado federal pelo estado (1894–1902). Além disso, teve carreira militar, alcançando o posto de coronel no Exército Brasileiro.

## Carreira militar
Alencastro ingressou no Exército em 28 de outubro de 1868 e graduou-se como alferes em 4 de dezembro de 1875. Foi promovido a tenente em agosto de 1882, a capitão logo após a Proclamação da República (janeiro de 1890), major em março de 1891 e, posteriormente, tenente‑coronel. Em 4 de novembro de 1903, recebeu o posto de coronel.

## Trajetória política
Em 1891, foi eleito deputado estadual pelo Partido Republicano Rio‑Grandense. Em 1894, assumiu o mandato de deputado federal (5.º distrito), exercendo funções até 1902, sendo reeleito para os biênios 1897–1899 e 1900–1902. Em 1901, chefiou o 3.º Regimento de Cavalaria.

## Morte
Francisco de Paula Alencastro faleceu em 21 de junho de 1906, no Rio Grande do Sul, ainda em serviço militar.